# Raphaëlle Boitel
Raphaëlle Boitel (1984) es una artista de circo, contorsionista, acróbata, actriz, directora de teatro y coreógrafa francesa.

## Trayectoria
Huérfana de padre desde muy pequeña, cuando los cuatro hermanos quisieron estudiar artes circenses, su madre no se opuso, pero no podía afrontar los gastos, así que se dedicaron al espectáculo callejero en la carretera entre Collioure y Céret para ganar dinero.
Con ocho años Boitel trabajaba como contorsionista, mientras que su hermano Camille montaba en monociclo y hacía malabares. Ganaron lo suficiente para asistir a un taller de formación en 1992 en la École Nationale du Cirque dirigida por Annie Fratellini en Nexon. Cuando Fratellini los vio pagar con 5 000 francos en monedas y explicar que se lo habían ganado con sus actuaciones, se conmovió tanto que admitió a la familia en su escuela de forma gratuita. La familia abandonó Montauban, donde vivían, y permaneció en París durante cinco años.

En la escuela de circo, llamaron la atención de la directora de cine Coline Serreau, que los eligió para papeles menores en La Belle Verte (1996), en la que actuó junto al artista de circo suizo y nieto de Charles Chaplin, James Thierrée, convirtiéndose desde entonces en su amigo.

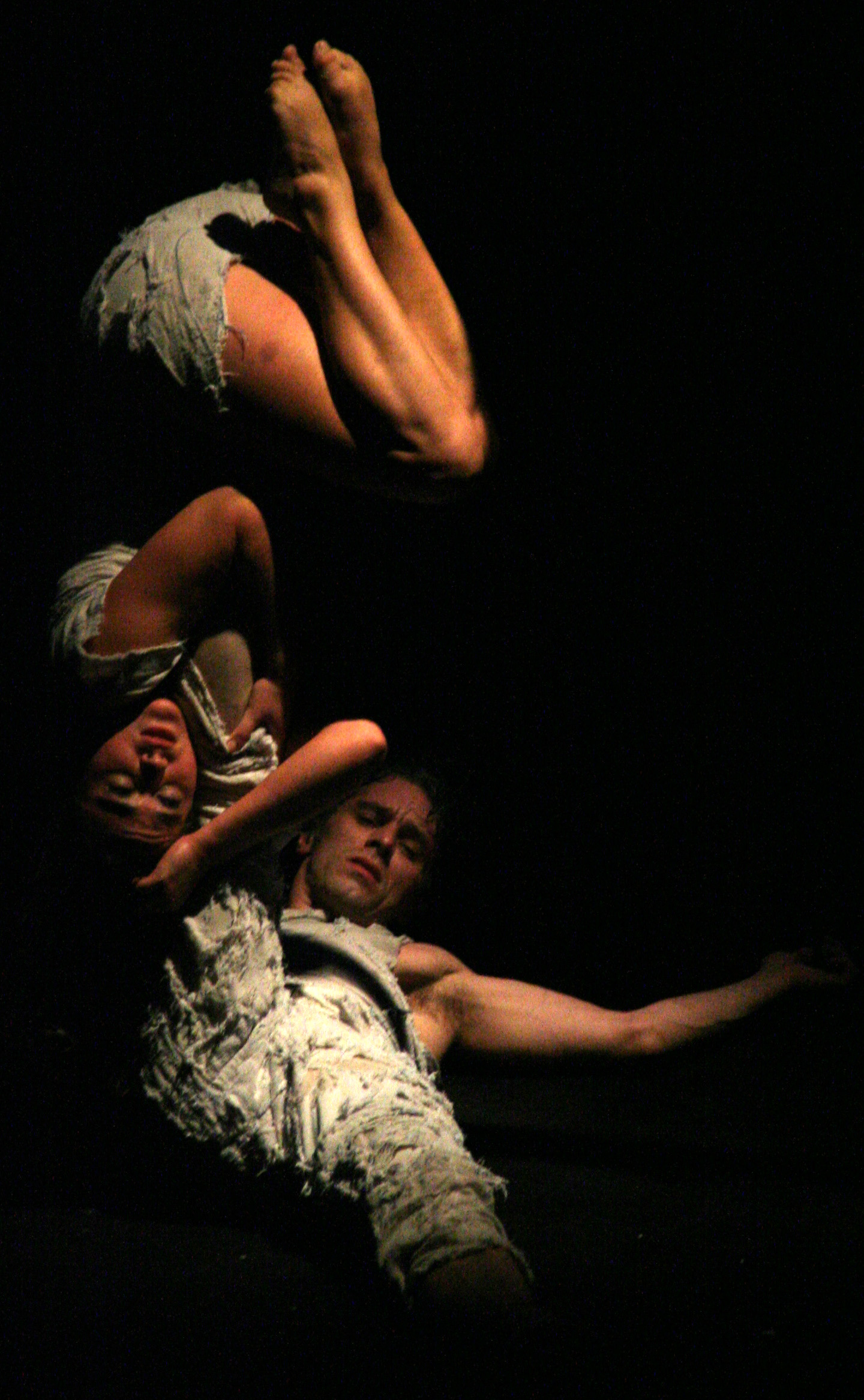
Boitel con James Thiérrée en La Veillée des Abysses en Génova en 2008

En 1996 la familia se unió a Thiérrée y actuó en Indre y Loira, donde Boitel era lo suficientemente pequeña como para contorsionarse hasta caber en una caja diminuta. Realizó su primera gira internacional en 1998, con un papel importante en La Symphonie du Hanneton de Thiérrée, cuando solo tenía 13 años, actuando como contorsionista y haciendo acrobacias sobre una cuerda y en el trapecio. Su madre se aseguró de que Boitel continuara sus estudios por correspondencia. Con este espectáculo estuvo de gira hasta 2005. Después, actuó internacionalmente en otras obras como Futurology: A Global Revue de Graham Eatough en 2007 y Desir de Spiegelworld en 2008. Tras estas experiencias, volvió a unirse a Thiérrée en La Veillée des Abysses hasta 2010.
Boitel fundó su propia compañía de espectáculos, Cie L'Oublié(e) en 2012. La primera obra que dirigió para su compañía, en 2016, también se llamó L'Oublié(e),que era una combinación de teatro, artes circenses y danza, sobre una mujer que atraviesa tres edades mientras busca a un hombre al que ama. En la obra actuaron Boitel, su hermana Alice y su madre Lilou. Además, su hermano Silvère fue el director de sonido y su madre se encargó del diseño de vestuario.
En 2013, produjo y dirigió una pieza de 30 minutos llamada Consolations ou interdiction de passer par dessus bord para tres graduados de la escuela Fratellini, sobre el amor entre un malabarista, un bailarín y un acróbata que actúan en un crucero.  Este mismo año, realizó por primera vez la coreografía para la ópera, Macbeth de Verdi en La Scala de Milán, para el director Giorgio Barberio Corsetti.
En 2015, creó los 5es Hurlants, basados en la vida cotidiana de los artistas de circo, su trabajo permanente, sus fracasos y su perseverancia. Cada actuación estuvo protagonizada por cinco graduados de la escuela Fratellini, incluidos los tres de Consolations, y utilizó trajes reales que pertenecieron a Annie Fratellini y a su esposo y cofundador de la escuela, Pierre Étaix. Año en el que también, creó una coreografía de danza para La bella Helena en el Teatro del Châtelet de París.
La Bête Noire  fue una pieza solista de 25 minutos que creó e interpretó en 2017 y que versa sobre las luchas internas de una mujer acróbata, cuyo trabajo lastima su cuerpo pero también le brinda felicidad. Además, se encargó de la coreografía de Alcyone para el Teatro Nacional de la Opéra-Comique, donde destacó por introducir elementos circenses en la ópera del siglo XVIII.
Entre 2018 y 2019, produjo y dirigió La Chute des Anges, un espectáculo de circo y danza sobre un futuro distópico donde el trabajo y las máquinas silencian la individualidad, hasta que un personaje comienza a susurrarle a la luz, en el que su madre hizo el vestuario y apareció como personaje.
Le siguieron los espectáculos Le Cycle de l'absurde en 2020, Ombres Portées en 2021 y Shadows Cast en 2023.
Boitel también ha trabajando como actriz, desempeñando papeles menores en películas, con una aparición en la serie de televisión Nicolas Le Floch en 2010 y en cuatro episodios de Candice Renoir entre 2012 y 2014. Ha trabajado con otras artistas multidisciplinares como Aloïse Sauvage.